# サイクル (文学)
サイクル（英語：cycle）とは、共通の人物にまつわる話を集めた物語の群（グループ）のこと。多くは（必ずではないが）神話・伝説や歴史的人物である。物語の種類や文脈によって、作品群、文学群、物語群、伝説群、詩歌群、騎士物語群と訳されるが、ここでは「サイクル」で統一する。

## 代表的なサイクル
- アーサー王サイクル（Arthurian cycle） - アーサー王物語のこと。アーサー王、ランスロット、円卓の騎士にまつわるもの。「ブルターニュもの（Matière de Bretagne）」（ブルターニュもの Matter of Britain）とも呼ばれる。
  - ランスロ＝聖杯サイクル（Lancelot-Grail Cycle）または流布本サイクル（Vulgate Cycle）
  - 後期流布本サイクル（Post-Vulgate Cycle）
- 叙事詩サイクル（叙事詩の環） - トロイア戦争に関係したサイクル。
- シャルルマーニュ・サイクル（Charlemagne cycle）またはカロリング・サイクル（Carolingian cycle） - カール大帝（シャルルマーニュ）にまつわるもの。「フランスもの」とも呼ばれる。（武勲詩参照）
- ロビン・フッド・サイクル（Robin Hood cycle） - ロビン・フッドにまつわるもの。
- 北欧神話におけるサイクル
  - ヴォルスング・サイクル (Völsung Cycle) - ヴォルスングの一族にまつわるもの。
  - チュルヴィング・サイクル (Tyrfing Cycle) - チュルヴィングにまつわるもの。
- アイルランド文学の4つのサイクル
  - フェニアンサイクル（Fenian Cycle）- フィン・マックールとフィアナ騎士団（Fianna）にまつわるもの。
  - 神話サイクル（Mythological Cycle）
  - 歴史サイクル（Historical Cycle）
  - アルスターサイクル（Ulster Cycle） - クー・フーリンにまつわるもの。
- 4つのSirventesのサイクル - アラゴン十字軍（Aragonese Crusade）にまつわるもの。Bernart d'Auriac、Pere Salvatge、ロジェ＝ベルナール3世 (フォワ家)（Roger-Bernard III of Foix、ペドロ3世 (アラゴン王)ら4人のトルバドゥールが1285年の夏に作った。
- ヨーク・サイクル（York cycle） - 救済の歴史を扱った47本の神秘劇のサイクル。14世紀から16世紀にかけてヨークで発展した。（神秘劇参照）
- 指輪サイクル（the Ring Cycle） - リヒャルト・ワーグナーの『ニーベルングの指環』のことで、黄金で作られた魔法の指輪にまつわる。
- クトゥルフ・サイクル（Cthulhu Cycle） - クトゥルフ神話のことを時々こう呼ぶことがある。
- 狐物語群 - 西欧の中世から続く、キツネとその他動物を擬人化した揶揄文学
- 源平物語群 - 小説『平家物語』、『源平盛衰記』、『義経記』、文楽『平家女護島』（近松門左衛門）、現代小説『新・平家物語』（吉川英治）、テレビドラマ『新・平家物語』（NHK1972年）など